# Gonçalo Cadilhe
Gonçalo Luís Vergueiro Ribeiro Cadilhe (Figueira da Foz, 24 de Maio de 1968) é um viajante e escritor português. Gonçalo Cadilhe é o mais reconhecido escritor de viagens português da actualidade. Tem quinze livros de narrativa de viagem e três coffee-tables de fotografia. Os seus títulos somam dezenas de reedições. Várias das suas obras encontram-se incluídas na listagem do Plano Nacional de Leitura. Viagens, biografias históricas, surf e encontros de vida são os seus temas de eleição. 
Ao longo dos anos, tem assinado vários documentários de viagens e História para a RTP. Palestrante motivacional, percorre regularmente os auditórios culturais do país do país para falar sobre viagens, História e experiência de vida. 

## Biografia
Gonçalo Cadilhe, filho de Manuel José Ribeiro Cadilhe e de sua mulher Maria Helena Albuquerque Vergueiro (Porto, Lordelo do Ouro, 11 de Janeiro de 1940) e sobrinho de Miguel Cadilhe, desde muito novo, começou a sair de casa com uma mochila às costas. A sua primeira experiência foi aos oito anos com os escuteiros, e a partir dessa altura tudo o que era fins-de-semana prolongados, férias escolares, etc, arrancava para um acampamento de vários dias fora dos pais, de casa e da família.
Começou a tornar-se mais evidente que o jovem Cadilhe não queria largar esse estilo de vida. Por isso, apesar de não ter nenhum curso na área do jornalismo ou da comunicação, descobriu a sua aptidão para a escrita e aliou o estilo de vida que o preenchia à utilidade das experiências das viagens que fazia.
Uma das suas paixões é o surf, que pratica regularmente desde, aproximadamente, os treze anos de idade.

### Concretização profissional
Para publicar as suas crónicas, Gonçalo Cadilhe teve de ir bater a várias portas, para tentar viabilizar o seu trabalho como viajante e como surfista.
Alguns dos seus trabalhos estão publicados nas revistas portuguesas Blitz e Surf Portugal, das quais Gonçalo Cadilhe é colaborador.
Na revista Única, do jornal Expresso, o viajante conseguiu exportar as suas crónicas para um público mais abrangente, de forma a tornar a sua experiência uma experiência de toda a gente, com a partilha de meios, pessoas, destinos, rotas.
As crónicas das suas viagens foram posteriormente publicadas em livro, de que são exemplo Planisfério Pessoal, A Lua Pode Esperar, África Acima e Nos Passos de Magalhães.
Em 2012 Gonçalo Cadilhe junta-se às Viagens com Autores da Pinto Lopes Viagens das quais é desde então, autor residente. Actualmente acompanha com essa agência viagens por todo o mundo. As suas viagens podem ser consultadas no site da agência em http://www.pintolopesviagens.com
Em 2014, Gonçalo Cadilhe lançou o seu projecto de autor - Um Dia na Terra - Fotografias do Quotidiana do Planeta. O livro (ao longo de 136 páginas) exibe mais de 200 fotografias recolhidas em mais de 50 países. 

## Publicações
- A Felicidade no Fim do Mundo (2022)
- Sinal de GPS Perdido (2021)
- Por Este Reino Acima (2020)
- O Esplendor do Mundo (2017)
- Nos passos de Santo António : uma viagem medieval (2016)
- O mundo é fácil : aprenda a viajar com Gonçalo Cadilhe (2015)
- Um dia na Terra : fotografias do quotidiano do planeta (2014)
- Passagem para o horizonte (2014)
- Um lugar dentro de nós (2012)
- Caderno do Viajante (2011)
- Encontros Marcados (2011)
- O Mundo é Fácil (2010)
- Um km de Cada Vez (2009)
- Tournée (2008)
- Nos Passos de Magalhães (2008)
- África Acima (2007)
- A Lua Pode Esperar (2006)
- No princípio estava o mar: surf, viagens e outras inquietudes (2005)
- Planisfério Pessoal (2005)